# Емерам фон Регенсбург
Свети Емерам (на латински: Emmeramus, Heimrammi; * Поатие, † 22 септември 652, Фелдкирхен при Мюнхен) е епископ и мъченик. Чества се в католическата църква на 22 септември.

## Биография
Емерам първо е епископ на Поатие в Аквитания и по време на мисионерското си пътуване за разпространяване на християнството през 7 век от Западна Франкония по Дунав пристига в баварския двор в Регенсбург, където управлява херцог Теодо I от династията на Агилолфингите (640 – 680). Той го приема и го моли да остане там.
След около три години на 22 септември 652 г. Лантперт, синът на краля, убива Емерам след мъчения до Мюнхен. Това става, заради сестра му Ута, която очаква дете от чиновник, а казва, че е от Емерам (по негов съвет). Херцог Теодо, след като научава истината пренася Емерам в Регенсбург, където го погребват в църквата „Св. Георг“.
Епископ Арбео фон Фрайзинг (764 – 784) пише неговото житие „Vita et passio Sancti Haimhrammi Martyri“.